# Choe Byeong-sik
Choe Byeong-sik (최병식?; 23 aprile 1966) è un ex cestista sudcoreano.

## Carriera
Con la Corea del Sud ha disputato i Campionati mondiali del 1990.